# Кубок Польщі з футболу 2022—2023
Кубок Польщі з футболу 2022–2023 — 69-й розіграш кубкового футбольного турніру в Польщі. Титул здобула «Легія» (Варшава).

## Календар
| Раунд            | Дата                       | Матчі | Клуби   |
| ---------------- | -------------------------- | ----- | ------- |
| Попередній раунд | 26–27 липня 2022           | 10    | 70 → 60 |
| Перший раунд     | 30 серпня – 1 вересня 2022 | 28    | 60 → 32 |
| 1/16 фіналу      | 12–20 жовтня 2022          | 16    | 32 → 16 |
| 1/8 фіналу       | 8–10 листопада 2022        | 8     | 16 → 8  |
| 1/4 фіналу       | 28 лютого – 1 березня 2023 | 4     | 8 → 4   |
| 1/2 фіналу       | 5 квітня 2023              | 2     | 4 → 2   |
| Фінал            | 2 травня 2023              | 1     | 2 → 1   |

## Попередній раунд
| Команда 1               | Рахунок      | Команда 2                          |
| ----------------------- | ------------ | ---------------------------------- |
| 26 липня 2022           |              |                                    |
| Рух (Хожув) (2)         | 2:0          | Зніч (Прушкув) (3)                 |
| Мотор (Люблін) (3)      | 4:2          | Шльонськ-2 (Вроцлав) (3)           |
| 27 липня 2022           |              |                                    |
| Гурник (Польковіце) (3) | +:-          | ГКС (Белхатув) (4)                 |
| ГКС (Ястшембе) (3)      | 4:1          | Сокул (Оструда) (4)                |
| Сталь (Ряшів) (2)       | 1:0          | Погонь (Гродзиськ-Мазовецький) (4) |
| Хойнічанка (2)          | 3:1 дч       | Гутник (Краків) (4)                |
| Вігри (Сувалки) (3)     | 0:4          | ККС 1925 Каліш (3)                 |
| Радуня (Стенжиця) (3)   | 3:2          | Вісла (Пулави) (3)                 |
| Лех-2 (Познань) (3)     | 2:3 дч       | Погонь (Седльці) (3)               |
| Гарбарня (Краків) (3)   | 1:1 пен. 2:3 | Олімпія (Ельблонг) (3)             |

## Перший раунд
| Команда 1                           | Рахунок         | Команда 2                |
| ----------------------------------- | --------------- | ------------------------ |
| 30 серпня 2022                      |                 |                          |
| Старт (Єлова) (5)                   | 0:4             | Заглембє (Любін)         |
| Лехія (Зелена Гура) (4)             | 2:1 дч          | Подбескідзе (2)          |
| ОКС Стоміл (3)                      | 1:3             | Хробри (2)               |
| Сталь (Ряшів) (2)                   | 3:3 пен. 6:7    | Корона (Кельці)          |
| Балтик (Гдиня) (4)                  | 0:3             | Олімпія (Ельблонг) (3)   |
| Сталь (Стальова Воля) (4)           | 1:2 дч          | Пуща (Неполомиці) (2)    |
| ГКС (Вікелець) (5)                  | 1:2             | Заглембє (Сосновець) (2) |
| Легія-2 (Варшава) (4)               | 0:5             | Вісла (Краків) (2)       |
| РКС (Радомсько) (5)                 | 0:3             | Радом'як (Радом)         |
| Термаліка Брук-Бет (2)              | 2:3 дч          | Легія (Варшава)          |
| Рекорд (Бельсько-Бяла) (4)          | 3:0             | Холм'янка (Холм) (3)     |
| 31 серпня 2022                      |                 |                          |
| Погонь (Седльці) (3)                | 3:1             | Хойнічанка (2)           |
| Вєчиста (Краків) (4)                | 0:2             | Радуня (Стенжиця) (3)    |
| Завіша (Бидгощ) (4)                 | 2:1             | ГКС (Тихи) (2)           |
| Погонь-2 (Щецин) (4)                | 0:2             | ГКС (Катовиці) (2)       |
| Ресовія (Ряшів) (2)                 | 1:0             | Медзь                    |
| Гурник (Польковіце) (3)             | 1:3 дч          | Сандеція (2)             |
| ЛКС (Лодзь) (2)                     | 2:2 пен. 3:4    | Сталь (Мелець)           |
| ЛКС (Лаґув) (4)                     | 1:3             | Краковія                 |
| Скра (Ченстохова) (2)               | 1:3             | Вісла (Плоцьк)           |
| Рух (Високе-Мазовецьке) (5)         | 0:4             | Шльонськ (Вроцлав)       |
| ККС 1925 Каліш (3)                  | 5:5 дч пен. 4:3 | Відзев (Лодзь)           |
| ГКС (Ястшембе) (3)                  | 0:2             | Варта (Познань)          |
| Полонія (Сьрода-Великопольська) (4) | 0:2             | Мотор (Люблін) (3)       |
| 1 вересня 2022                      |                 |                          |
| Лехія (Дзержонюв) (5)               | 1:2             | П'яст (Гливиці)          |
| Одра (Ополе) (2)                    | 0:1 дч          | Ягеллонія (Білосток)     |
| Рух (Хожув) (2)                     | 0:1             | Гурник (Забже)           |
| Арка (Гдиня) (2)                    | 0:0 пен. 3:4    | Гурник (Ленчна) (2)      |

## 1/16 фіналу
| Команда 1                  | Рахунок        | Команда 2              |
| -------------------------- | -------------- | ---------------------- |
| 12 жовтня 2022             |                |                        |
| Лехія (Зелена Гура) (4)    | 3:1            | Ягеллонія (Білосток)   |
| 18 жовтня 2022             |                |                        |
| Рекорд (Бельсько-Бяла) (4) | 3:3 пен. 11:12 | Погонь (Щецин)         |
| Заглембє (Сосновець) (2)   | 0:1            | Ракув                  |
| Сталь (Мелець)             | 0:3 дч         | П'яст (Гливиці)        |
| ККС 1925 Каліш (3)         | 2:0            | Олімпія (Ельблонг) (3) |
| Гурник (Ленчна) (2)        | 1:0            | Корона (Кельці)        |
| Вісла (Плоцьк)             | 0:3            | Легія (Варшава)        |
| 19 жовтня 2022             |                |                        |
| Мотор (Люблін) (3)         | 1:0 дч         | Заглембє (Любін)       |
| Вісла (Краків) (2)         | 2:2 пен. 6:5   | Пуща (Неполомиці) (2)  |
| Радуня (Стенжиця) (3)      | 1:4            | Лехія (Гданськ)        |
| Ресовія (Ряшів) (2)        | 4:3            | Краковія               |
| Лех (Познань)              | 1:3            | Шльонськ (Вроцлав)     |
| Сандеція (2)               | 2:1            | Варта (Познань)        |
| 20 жовтня 2022             |                |                        |
| Погонь (Седльці) (3)       | 3:1            | Хробри (2)             |
| Завіша (Бидгощ) (4)        | 1:3            | Радом'як (Радом)       |
| ГКС (Катовиці) (2)         | 1:2            | Гурник (Забже)         |

## 1/8 фіналу
| Команда 1               | Рахунок          | Команда 2              |
| 8 листопада 2022        | 8 листопада 2022 | 8 листопада 2022       |
| ----------------------- | ---------------- | ---------------------- |
| ККС 1925 Каліш (3)      | 3:3 пен. 5:3     | Гурник (Забже) (1)     |
| Гурник (Ленчна) (2)     | 1:0 дч           | П'яст (Гливиці) (1)    |
| Лехія (Гданськ) (1)     | 2:2 пен. 2:4     | Легія (Варшава) (1)    |
| 9 листопада 2022        |                  |                        |
| Мотор (Люблін) (3)      | 1:0              | Вісла (Краків) (2)     |
| Погонь (Щецин) (1)      | 0:1              | Ракув (1)              |
| Сандеція (2)            | 2:2 пен. 1:2     | Шльонськ (Вроцлав) (1) |
| 10 листопада 2022       |                  |                        |
| Лехія (Зелена Гура) (4) | 0:0 пен. 3:1     | Радом'як (Радом) (1)   |
| Погонь (Седльці) (3)    | 1:0              | Ресовія (Ряшів) (2)    |

## 1/4 фіналу
| Команда 1               | Рахунок        | Команда 2              |
| 28 лютого 2023          | 28 лютого 2023 | 28 лютого 2023         |
| ----------------------- | -------------- | ---------------------- |
| Погонь (Седльці) (3)    | 0:1            | Гурник (Ленчна) (2)    |
| Лехія (Зелена Гура) (4) | 0:3            | Легія (Варшава) (1)    |
| 1 березня 2023          |                |                        |
| Мотор (Люблін) (3)      | 0:3            | Ракув (1)              |
| ККС 1925 Каліш (3)      | 3:0            | Шльонськ (Вроцлав) (1) |

## 1/2 фіналу
| Команда 1           | Рахунок       | Команда 2           |
| 4 квітня 2023       | 4 квітня 2023 | 4 квітня 2023       |
| ------------------- | ------------- | ------------------- |
| ККС 1925 Каліш (3)  | 0:1           | Легія (Варшава) (1) |
| 5 квітня 2023       |               |                     |
| Гурник (Ленчна) (2) | 0:1           | Ракув (1)           |

## Фінал
| 2 травня 2023 16:00 CEST (UTC+2) |

| Легія (Варшава)                                                  | 0–0 дч   | Ракув (Ченстохова)                                         |
| ---------------------------------------------------------------- | -------- | ---------------------------------------------------------- |
|                                                                  | Протокол |                                                            |
|                                                                  | Пенальті |                                                            |
| Сліш · Росолек · Августиняк · Соколовський · Вшолек · Навроцький | 6–5      | Тудор · Сварнас · П'ясецький · Новак · Жан Карлос · Вдовяк |

| «Народовий», Варшава Глядачів: 44 701 Арбітр: Пйотр Ласик (Битом) |